# Убийство монахов в Тибирине
Убийство монахов-траппистов в Тибирине — убийство семи траппистов в Тибирине, совершённое 21 мая 1996 года во время Гражданской войны в Алжире. В ночь с 26 на 27 марта 1996 года они были похищены вооружёнными исламистами. 30 мая 1996 года отрубленные головы монахов были найдены недалеко от города Аль-Мидия. Девять дней спустя ответственность за убийство взяла на себя Вооружённая исламская группа.

## История
Монастырь Девы Марии Атласских гор был основан в Тибирине в 1938 году монахами их монашеского ордена траппистов из французского города Эгбеля. Монахи, жившие в монастыре, занимались педагогической и медицинской деятельностью среди местного арабского населения. После обретения независимости Алжира местные власти ограничили деятельность монастыря, забрав у него большую часть землевладения и сократив монастырскую общину до 12 человек. Из-за снижения численности насельников и численности местного католического населения среди монахов рассматривался вопрос постепенного закрытия монастыря. Судьбу монашеской обители решил алжирский архиепископ Этьен Леон Дюваль, который обратился к цистерцианскому ордену с просьбой о материальной поддержке монастыря. В 1964 году в Тибирин прибыли восемь цистерцианцев из монастыря в Эгбеле, которые взяли на себя содержание траппистского монастыря.

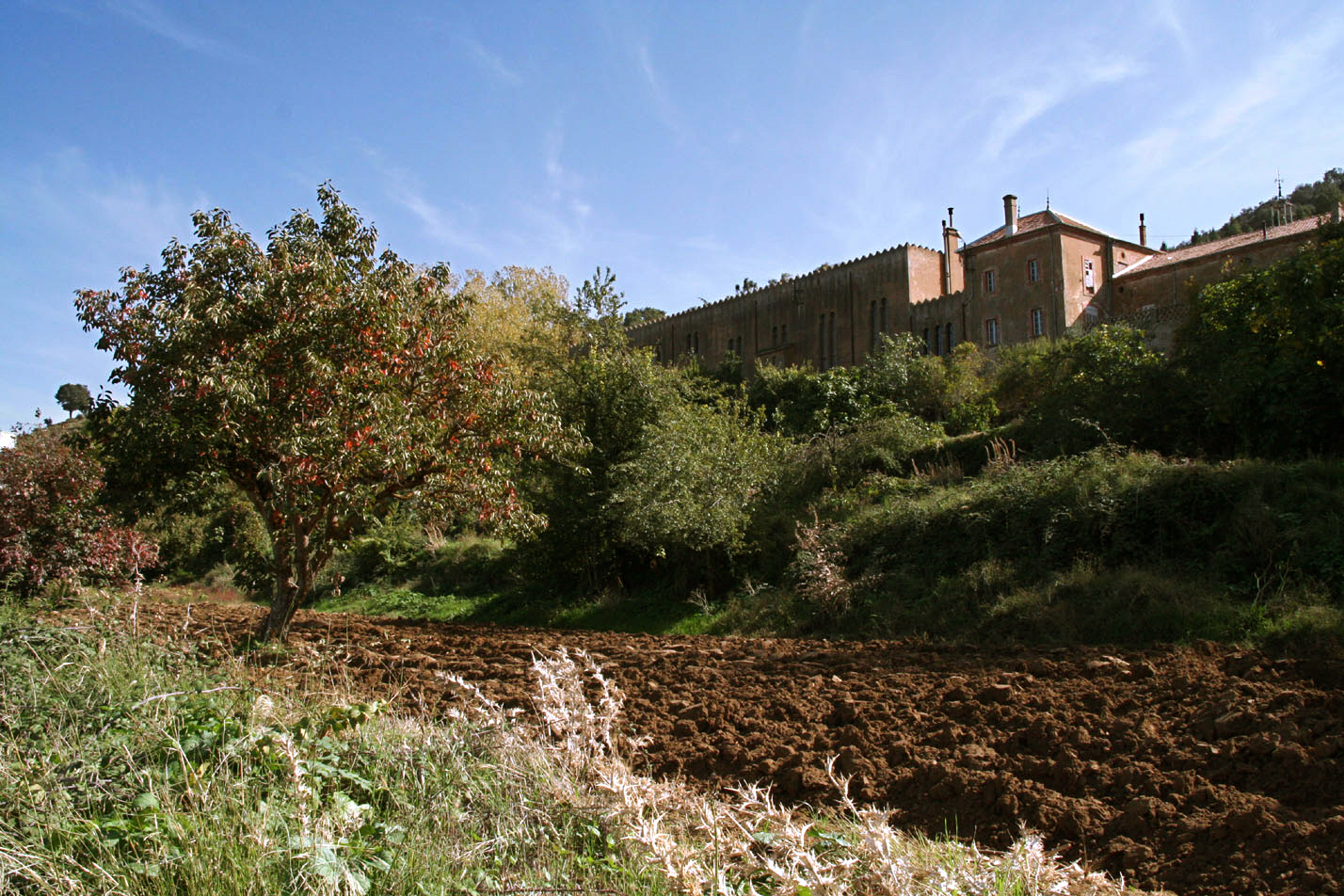
Монастырь траппистов в Тибирине

В 1984 году монастырь был лишён статуса аббатства и превратился в приорат.
Во время Гражданской войны в Алжире, которая началась в 1991 году, начались гонения на местное христианское население. 14 декабря 1993 года вблизи монастыря было найдено тело убитого югославского рабочего, который накануне принимал участие в монастырском богослужении. Об этом событии монахи рассказали в открытом письме, опубликованном 24 февраля 1994 года во французском католическом журнале La Croix. В ночь с 24 на 25 декабря 1993 года на монастырь напали исламские боевики, которые потребовали от монахов уплаты «революционного налога» и хотели забрать одного из монахов, который был врачом. Несмотря на сложившуюся опасную ситуацию, монахи на общем собрании решили остаться в монастыре. Также они сообщили местным властям, что они занимают нейтральную позицию в противостоянии воюющих алжирских группировок и отказываются от защиты и ограничивают контакт с внешним миром.

## Убийство
В ночь с 26 на 27 марта 1996 года группа мусульманских боевиков численностью примерно около 20 человек напала на монастырь. Нападение на монастырь длилось примерно около 30 минут. Монахи пытались дозвониться до полицейского участка, но телефонная линия была перерезана боевиками. Захватив монастырь, боевики взяли в заложники семь монахов. Двоим монахам удалось скрыться от боевиков в доме для гостей. Из-за комендантского часа сообщение о захвате заложников было передано местным властям только утром. Было также передано сообщение французскому посольству и алжирскому архиепископу.
В продолжении почти одного месяца не было никаких известий о заложниках. 27 апреля 1996 года в лондонском мусульманском журнале El Hayat было опубликовано заявление, которое датировалось 18 апреля. В этом заявлении ответственность за похищение траппистов брала на себя Вооружённая мусульманская группа. Предполагается, что двумя днями раньше с этим заявлением ознакомился французский президент Жак Ширак.
30 апреля 1996 года представитель Вооружённой мусульманской группы, который представился как Абдулла, принёс во французское посольство в Алжире кассетную запись с записанными десятью днями ранее голосами монахов. Абдулла также сообщил о просьбе монахов о спасении.
23 мая 1996 года Вооружённая мусульманская группа заявила, что монахи двумя днями ранее были казнены. 30 мая 1996 года головы убитых монахов были обнаружены в городе Аль-Мидия. 2 июня 1996 года в соборе в Алжире состоялось отпевание монахов и 4 июня 1996 года останки монахов были похоронены на кладбище на территории монастыря.

## Версии
Существовали две альтернативные версии убийства монахов.
- По одной из версий, монахи были убиты алжирской спецслужбой, чтобы подорвать имидж партизанских мусульманских групп в мировом сообществе. В вине официальных служб был уверен епископ епархии Орана Пьер Клавер, который 1 июня 1996 года также стал жертвой мусульманских экстремистских группировок.
- По другой версии, монахи были похищены алжирской спецслужбой, чтобы использовать их для лечения и ухода за раненными военнослужащими. В одной из стычек с Вооружённой мусульманской группой монахи были убиты и, чтобы скрыть огнестрельные ранения на телах убитых и обвинить в убийстве мусульманских партизан, им были отрублены головы, которые впоследствии были подкинуты возле Аль-Мидия.

## Список убитых
| Имя и фамилия               | Дата и место рождения             | Дата принятия монашеских обетов | Биографические данные |
| --------------------------- | --------------------------------- | ------------------------------- | --- |
| священник Христиан де Шерже | 18 января 1937 года, Кольмар      | 1 октября 1976 года             | Настоятель монастыря с 1984 года |
| священник Христоф Лебретон  | 11 апреля 1950 года, Блуа         | 1 ноября 1980 года              | В монастыре исполнял должность наставника новициата |
| священник Бруно Лемарша     | 1 марта 1930 года, Сен-Мексан     | 21 марта 1990 года              | Священник с 1956 года. В трапистский орден вступил в 1989 году. С 1992 года был настоятелем филиала Тибиринского монастыря в Марокко. |
| священник Селестин Рингар   | 27 июля 1933 года, Тувуа          | 1 мая 1960 года                 | Священник с 1960 года. В орден вступил в 1987 года. В монастыре исполнял должность кантора. |
| брат Лука Дошер             | 31 января 1914 года, Бур-де-Пеаж  | 15 августа 1949 года            | До вступления в орден получил медицинское образование. Был военным врачом в Марокко. В Тибирине заведовал больничным отделением для местного населения. В монастыре проживал с 1946 года. В 1959 году был похищен мусульманскими боевиками и был освобождён по просьбе местных мусульман. |
| брат Мишель Флёри           | 21 мая 1944 года, Сен-Анн         | 28 августа 1986 года            | В монастыре отвечал за кухню и сад. |
| брат Поль Фавр-Мивиль       | 17 апреля 1939 года, Фавр-Мевилль | 20 августа 1991                 | В монастыре отвечал за ремонтные работы. |

## Память
Все убитые монахи были похоронены на кладбище в городе Тибирине;
- В 2010 году на экраны вышел фильм-драма «Люди и боги» (Des hommes et des dieux) режиссёра Ксавье Бовуа. Основанный на реальных событиях в Тибирине, фильм собрал много почётных наград и номинаций, был тепло принят кинокритиками во многих странах.

## После 1996 года
В июне 1996 года двое уцелевших монахов покинули Алжир и поселились в подворье тибиринского монастыря, открытом в 1988 году в Фесе (Марокко). Таким образом, единственная в Магрибе цистерцианская община была сохранена. С 2000 года община переехала в Мидельт, где был обустроен новый монастырь Девы Марии Атласских гор. Приором с 1999 года является отец Жан-Пьер Флашер.